# Plymouth Whalers
Die Plymouth Whalers waren ein Junioren-Eishockeyteam der Ontario Hockey League (OHL). Das Franchise wurde 1990 in Detroit gegründet und war von 1997 bis 2015 in Plymouth ansässig, ehe es nach Flint (Michigan) umzog.

## Geschichte
Mitte der 1970er Jahre wurde vom Compuware-Gründer und -Präsident Peter Karmanos und seinem Geschäftspartner Thomas Thewes die Detroit Compuware Hockey Organisation gegründet, die aus allen Altersklassen im Nachwuchshockey bestand. Das Team der höchsten Altersklasse spielte in der North American Hockey League. Zum Team gehörten spätere NHL-Stars, wie Eric Lindros, Derian Hatcher, Pat LaFontaine, David Legwand und Doug Weight. Das Programm war so erfolgreich, dass man sich entschloss in eine höhere Spielklasse zu gehen.
Karmanos hatte bereits Erfahrung in der OHL, da er für mehrere Jahre Eigentümer der Windsor Spitfires war. Karmanos bekam den Zuschlag ein Franchise in Detroit aufzubauen und nannte das Team Detroit Compuware Ambassadors. Es wurde das erste Team der Liga, das seine Heimat in den USA hatte. Das erste Jahr in der OHL lief weniger positiv. Man verlor die meisten Spiele und beendete die Saison als Letzter. Für die Saison 1991/92 zog man in die Joe Louis Arena, in der auch das NHL-Team Detroit Red Wings beheimatet ist. Die reguläre Saison lief besser als im Vorjahr und man erreichte die Playoffs, schied allerdings in der ersten Runde aus.
Nach der Saison wurde das Team umbenannt in Detroit Junior Red Wings. Das Team konnte endlich richtig Fuß fassen in der OHL und spielte eine sehr gute Saison 1992/93 und zog bis ins Halbfinale der OHL-Playoffs ein. Dort mussten sie sich jedoch geschlagen geben. 1993/94 konnte sich das Team nochmal steigern. Nachdem sie in der regulären Saison auf Platz 1 ihrer Division lagen, zogen sie ins Finale um den J. Ross Robertson Cup, der Meisterschaftstrophäe der OHL, ein, wurden dort aber von den North Bay Centennials besiegt.
Im Herbst 1994 herrschte in der NHL ein Arbeitskampf und es fanden bis zum Januar 1995 keine Spiele statt. Nutznießer dieser Situation waren die Detroit Junior Red Wings, die eine herausragende Saison zeigten und die Menschen in die Joe Louis Arena lockten. Sie stellten einen Zuschauerrekord für die OHL auf, der bis heute noch Bestand hat. Die Junior Red Wings zogen erneut ins OHL-Finale ein und konnten diesmal als Sieger hervorgehen. Damit hatte sich das Team für die Endrunde um den Memorial Cup qualifiziert. Der Memorial Cup ist die Meisterschaftstrophäe der Canadian Hockey League, der die QMJHL, die Western Hockey League und die OHL unterstehen. Die Meister der drei Ligen sowie der Gastgeber der Endrunde sind qualifiziert. Die Junior Red Wings kämpften sich bis ins Finale und verloren dort gegen die Kamloops Blazers.

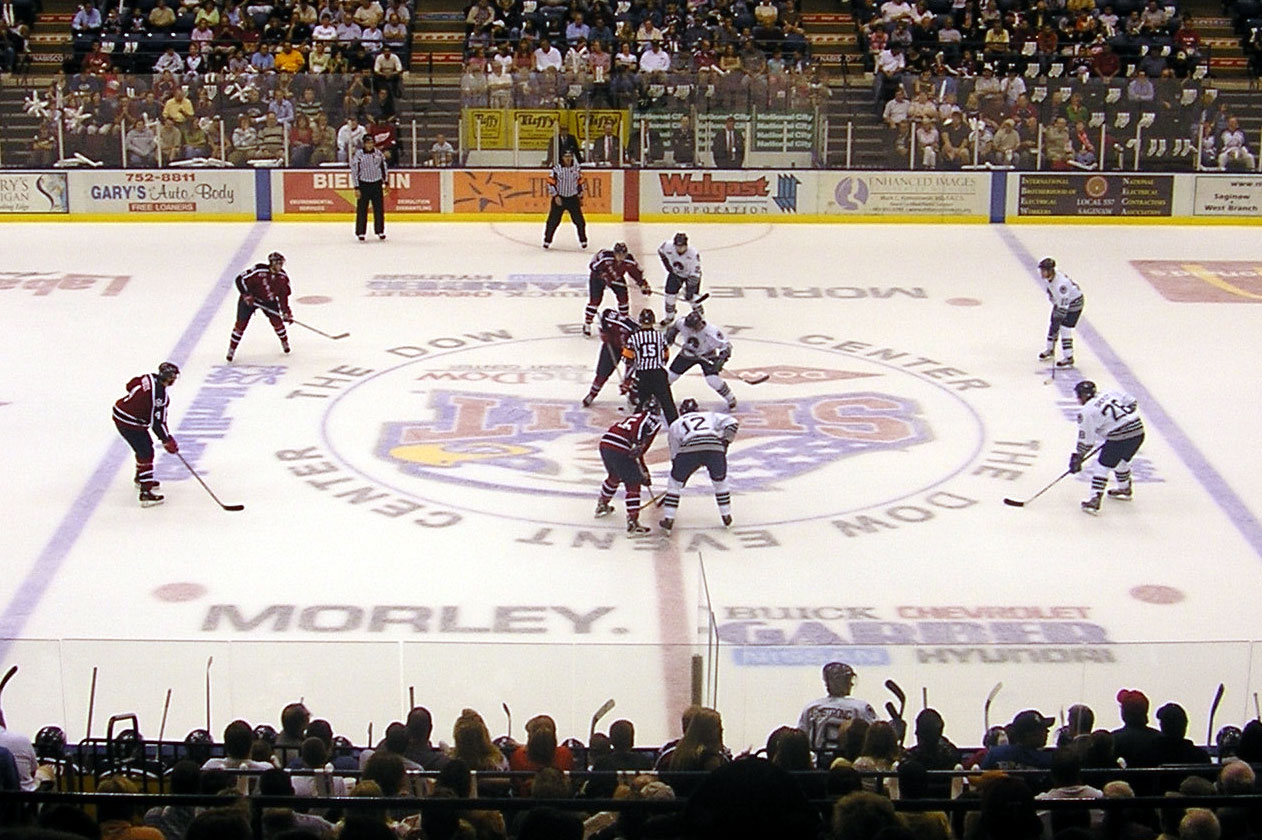
Saginaw Spirit vs. Plymouth Whalers

Nachdem Peter Karmanos es nicht gelang das NHL-Team der Detroit Red Wings zu kaufen, endete die Beziehung zwischen den beiden Teams und man benannte sich in Detroit Whalers um, in Anlehnung an das NHL-Team Hartford Whalers, das sich Karmanos ein Jahr zuvor anstatt der Detroit Red Wings gekauft hatte. Verbunden mit der Namensänderung war auch der Umzug in eine andere Eishalle. Dort konnte man in der regulären Saison 1995/96 an die Leistungen des Vorjahrs anknüpfen, aber im Halbfinale der Playoffs war Endstation. 1996 zogen die Whalers in ihre neugebaute Compuware Sports Arena in Plymouth ein. Im Team begann eine Umstrukturierung, weshalb der sportliche Erfolg 1996/97 ausblieb. In der ersten Runde der Playoffs schied das Team aus.
Im Sommer 1997 machte man den letzten Schritt weg von Detroit und benannten sich in Plymouth Whalers um. Nach der Umstrukturierung ging es wieder sportlich bergauf und man konnte bis ins Playoff-Halbfinale kommen. 1999/00 konnte man zum ersten Mal wieder das Finale der OHL erreichen, unterlag dort jedoch den Barrie Colts. Im Jahr darauf stand man erneut im Finale, doch diesmal scheiterte man an den Ottawa 67’s.
2007 konnten die Whalers zum ersten Mal die Meisterschaft der OHL mit 4:2-Sieg gegen die Sudbury Wolves gewinnen. Seit 1997 haben die Whalers damit immer eine positive Siegesbilanz.
Im Januar 2015 verkündete Besitzer Peter Karmanos den Verkauf des Teams nach Flint (Michigan), wo es fortan unter dem Namen Flint Firebirds firmieren wird.

## Erfolge
| J. Ross Robertson Cup OHL Champion - 1994/95, 2006/07 Wayne Gretzky Trophy Western Conference Playoff Champion - 1999/00 - 2000/01 - 2006/07 Hamilton Spectator Trophy Season Champion - 1998/99 106 Punkte - 1999/00 95 Punkte - 2001/02 92 Punkte | Bumbacco Trophy West Division Champion - 1994/95 - 1995/96 - 1998/99 - 1999/00 - 2000/01 - 2001/02 - 2002/03 - 2005/06 - 2006/07 - 2011/12 - 2012/13 |

## Spieler

### Erstrunden-Draftpicks
| Draftjahr | Spieler          | als | Team                |
| --------- | ---------------- | --- | ------------------- |
| 1991      | Brian Rolston    | 11. | New Jersey Devils   |
| 1991      | Pat Peake        | 14. | Washington Capitals |
| 1993      | Todd Harvey      | 9.  | Dallas Stars        |
| 1995      | Bryan Berard     | 1.  | Ottawa Senators     |
| 1998      | David Legwand    | 2.  | Nashville Predators |
| 2000      | Justin Williams  | 28. | Philadelphia Flyers |
| 2001      | Stephen Weiss    | 4.  | Florida Panthers    |
| 2001      | Jason Bacashihua | 26. | Dallas Stars        |
| 2010      | Tyler Seguin     | 2.  | Boston Bruins       |
| 2011      | Stefan Noesen    | 21. | Ottawa Senators     |
| 2011      | Rickard Rakell   | 30. | Anaheim Ducks       |
| 2012      | Tom Wilson       | 16. | Washington Capitals |
| 2013      | Ryan Hartman     | 30. | Chicago Blackhawks  |

### Weitere ehemalige Spieler
- Colin Beardsmore
- Jared Boll
- Connor Carrick
- Robert Esche
- Paul Mara
- Sonny Milano
- J. T. Miller
- James Neal
- Michal Neuvirth
- Tom Sestito
- Vincent Trocheck
- Jason Ward
- Scott Wedgewood
- Bob Wren
- Rob Zepp